# Exilisia parvula
Exilisia parvula är en fjärilsart som beskrevs av Butler 1882. Exilisia parvula ingår i släktet Exilisia och familjen björnspinnare. Inga underarter finns listade i Catalogue of Life.